# Andreas Wittwer
Andreas Wittwer (sinh ngày 5 tháng 10 năm 1990 Thụy Sĩ) là một cầu thủ bóng đá người Thụy Sĩ hiện tại thi đấu ở vị trí hậu vệ trái cho FC St. Gallen tại Giải bóng đá vô địch quốc gia Thụy Sĩ.

## Thống kê sự nghiệp
Tính đến 9 tháng 2 năm 2018
| Câu lạc bộ           | Mùa giải             | Giải vô địch                          | Giải vô địch | Giải vô địch | Cúp     | Cúp       | Khác    | Khác      | Tổng cộng | Tổng cộng |
| Câu lạc bộ           | Mùa giải             | Hạng đấu                              | Số trận      | Bàn thắng    | Số trận | Bàn thắng | Số trận | Bàn thắng | Số trận   | Bàn thắng |
| -------------------- | -------------------- | ------------------------------------- | ------------ | ------------ | ------- | --------- | ------- | --------- | --------- | --------- |
| Thun                 | 2009–10              | Swiss Challenge League                | 21           | 2            | 2       | 1         | 0       | 0         | 23        | 3         |
| Thun                 | 2010–11              | Giải bóng đá vô địch quốc gia Thụy Sĩ | 26           | 0            | 2       | 0         | 0       | 0         | 28        | 0         |
| Thun                 | 2011–12              | Giải bóng đá vô địch quốc gia Thụy Sĩ | 28           | 2            | 0       | 0         | 6       | 1         | 34        | 3         |
| Thun                 | 2012–13              | Giải bóng đá vô địch quốc gia Thụy Sĩ | 30           | 2            | 2       | 0         | 0       | 0         | 32        | 2         |
| Thun                 | 2013–14              | Giải bóng đá vô địch quốc gia Thụy Sĩ | 27           | 2            | 4       | 1         | 11      | 0         | 42        | 3         |
| Thun                 | 2014–15              | Giải bóng đá vô địch quốc gia Thụy Sĩ | 32           | 2            | 2       | 0         | 0       | 0         | 34        | 2         |
| Thun                 | 2015–16              | Giải bóng đá vô địch quốc gia Thụy Sĩ | 20           | 1            | 3       | 1         | 6       | 0         | 29        | 2         |
| Thun                 | Tổng                 | Tổng                                  | 184          | 11           | 15      | 3         | 23      | 1         | 222       | 15        |
| St. Gallen           | 2016–17              | Giải bóng đá vô địch quốc gia Thụy Sĩ | 30           | 2            | 2       | 0         | 0       | 0         | 32        | 2         |
| St. Gallen           | 2017–18              | Giải bóng đá vô địch quốc gia Thụy Sĩ | 17           | 0            | 2       | 0         | 0       | 0         | 19        | 0         |
| St. Gallen           | Tổng                 | Tổng                                  | 47           | 2            | 4       | 0         | 0       | 0         | 51        | 2         |
| Tổng cộng sự nghiệps | Tổng cộng sự nghiệps | Tổng cộng sự nghiệps                  | 231          | 13           | 19      | 3         | 23      | 1         | 254       | 14        |

1. 1 2 3  Số lần ra sân ở UEFA Europa League